# 2-Furanone
La 2-furanone est une lactone hétérocyclique. Elle se présente sous la forme d'un liquide incolore généralement appelé buténolide, et c'est en fait le plus simple des buténolides. Elle est préparée par oxydation du furfural :
Elle est en équilibre avec un tautomère, le 2-hydroxyfurane, qui est un intermédiaire de l'interconversion entre les formes β- et α-furanone, catalysée par une base. La forme β est la plus stable.
La 2-furanone peut être convertie en furane par un procédé en deux étapes de réduction suivie d'une déshydratation.